# Tag-RAM

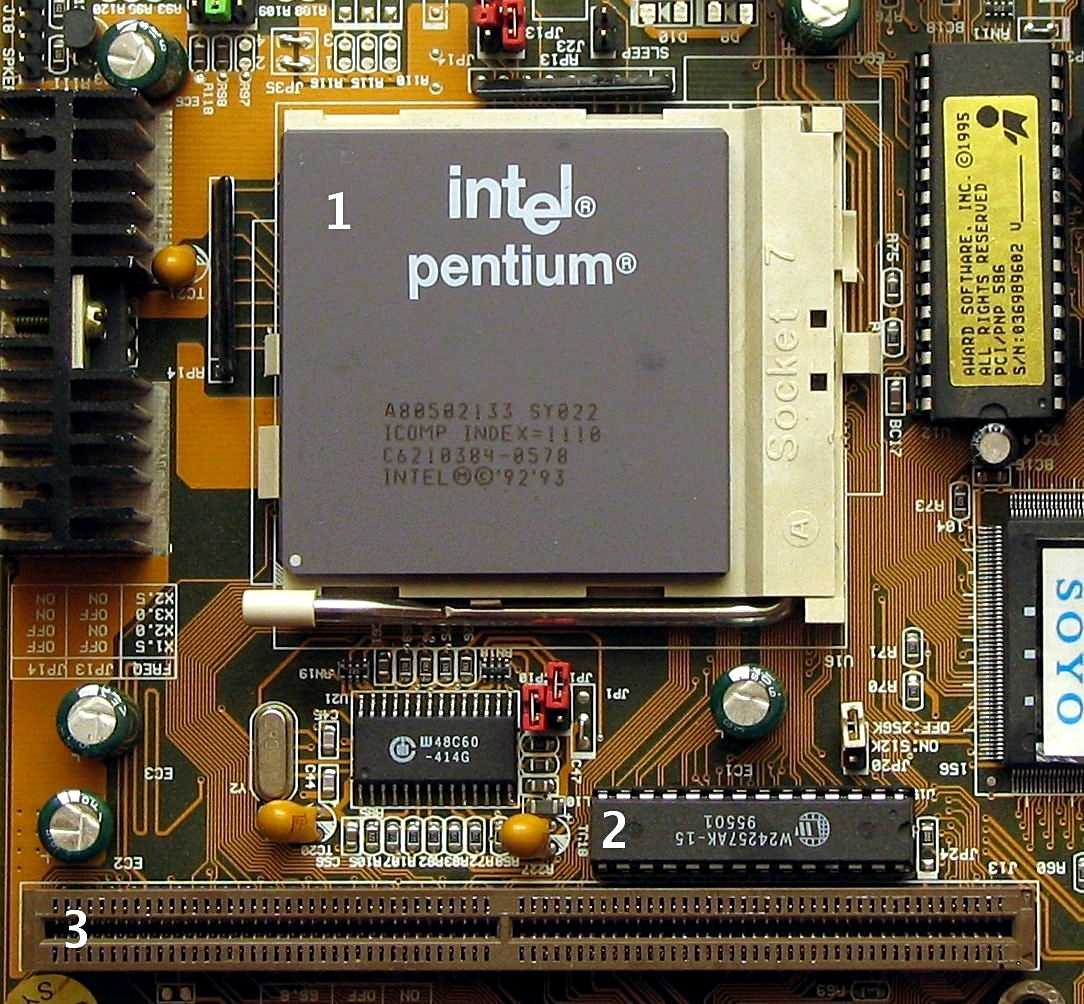
Draufsicht auf einen Ausschnitt einer Hauptplatine. Der Hauptprozessor (1) liegt im Zentrum. Das Tag-RAM (2, unten) speichert die Adressen der Daten, die sich zurzeit im 2nd-Level-Cache (3) befinden.

Das Tag-RAM (englisch tag ‚Etikett, Namensschild‘), auch Cache-Tag-RAM, ist ein spezieller Speicherbaustein (genauer Random-Access Memory, RAM) auf der Hauptplatine eines Computers  mit externem 2nd-Level-Cache. Er speichert die Adressen der Daten, die sich im 2nd-Level-Cache befinden. Dadurch ist es der CPU (1) möglich, schnell nachzuschauen, ob sich die benötigten Daten im schnellen 2nd-Level-Cache oder im langsameren Arbeitsspeicher befinden.
Er gehört zu der Speichergruppierung des Assoziativspeicher